# 栋皮埃尔迪舍曼
栋皮埃尔迪舍曼（法語：Dompierre-du-Chemin，法語發音：[dɔ̃pjɛʁ dy ʃəmɛ̃]）是法国伊勒-维莱讷省的一个旧市镇，属于富热尔-维特雷区。2019年，栋皮埃尔迪舍曼与市镇吕特雷合并为新市镇吕特雷-栋皮埃尔。

## 地理
栋皮埃尔迪舍曼（48°16'1"N, 1°8'37"W）面积9.68 平方千米，位于法国布列塔尼大區伊勒-维莱讷省，该省份为法国西北部沿海省份，位于布列塔尼半岛东部，北濒大西洋，西接阿摩尔滨海省和莫尔比昂省，南至大西洋卢瓦尔省，西南端接曼恩-卢瓦尔省，东临马耶讷省，东北与芒什省接壤。
与栋皮埃尔迪舍曼接壤的市镇（或旧市镇、城区）包括：吕特雷、旺德莱地区沙蒂永、帕尔塞、普兰塞。

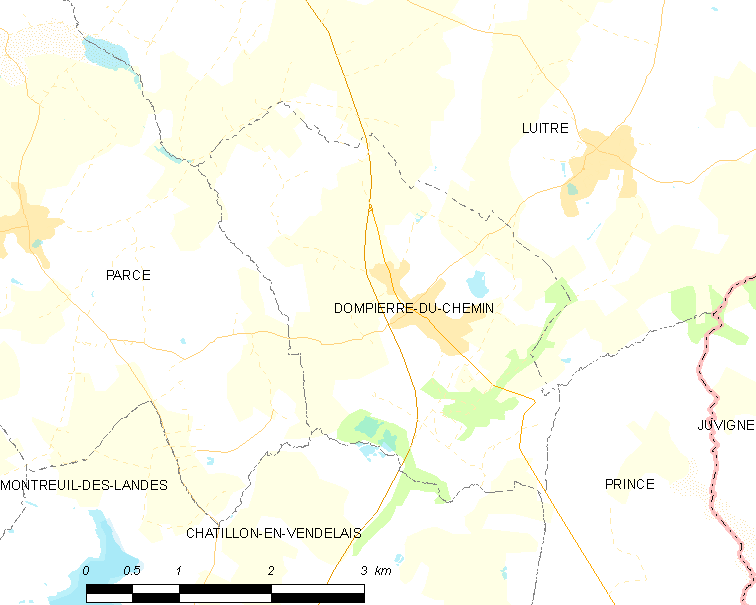
栋皮埃尔迪舍曼的OSM定位图

栋皮埃尔迪舍曼的时区为UTC+01:00、UTC+02:00（夏令时）。

## 行政
栋皮埃尔迪舍曼的邮政编码为35210，INSEE市镇编码为35100。

## 政治
栋皮埃尔迪舍曼所属的省级选区为富热尔第一县。

## 人口

1962-2008年间栋皮埃尔迪舍曼人口变化图示

栋皮埃尔迪舍曼于2018年1月1日时的人口数量为544人。